# Danby Island
Danby Island är en ö i Kanada.   Den ligger i territoriet Nunavut, i den östra delen av landet, 800 km norr om huvudstaden Ottawa. Arean är 11,8 kvadratkilometer.
Terrängen på Danby Island är mycket platt. Öns högsta punkt är 27 meter över havet. Den sträcker sig 3,7 kilometer i nord-sydlig riktning, och 5,5 kilometer i öst-västlig riktning.